# Рочестерский замок
Ро́честерский за́мок (англ. Rochester Castle) — замок на восточном берегу реки Медуэй в городе Рочестер, графстве Кент, Юго-Восточной Англии. Наиболее яркой частью замка является донжон XII века, который наиболее хорошо сохранился по сравнению с другими замками Англии.
Место расположения замка являлось важным стратегическим объектом для королевской семьи. Первое деревянное сооружение было основано после нормандского завоевания, а затем отдано под контроль епископа Одо, одного из сторонников короля Вильгельма Завоевателя. Во время восстания 1088 года, Одо поддержал Роберта Куртгёза, старшего сына Вильгельма Завоевателя, против Вильгельма Руфуса. Из-за этого Рочестерский замок впервые испытал военные действия — Одо сделал его одним из центров восстания, а затем город и замок были взяты в осаду. После капитулирования гарнизона, замок ненадолго был заброшен.
Около 1089 года, Руфус попросил Гандальфа Рочестерского перестроить деревянное укрепление в Рочестере в каменный замок. Так появился его современный вид. Несмотря на то, что с того времени стены несколько раз перестраивались и восстанавливались, основная работа Гандальфа дошла до наших дней. В 1127 году, король Генрих I передал замок в собственность архиепископов Кентерберийских на неопределённый срок. Вильгельм де Корбейль построил массивный донжон, который до сих пор господствует над замком. На протяжении XII века постройка оставалась на попечительстве архиепископов.
Во время Первой баронской войны (1215—1217 годы) против короля Иоанна, баронские войска захватили замок, в то время управляющийся архиепископом Стефаном Лэнгтоном. После осады замка королём, современники отмечали, что «ещё не бывало таких сильных сопротивлений при осаде». Оборона продолжалась около семи недель, во время которой были повреждены внешние стены, а одна из сторон донжона обрушена. Защитники замка сдались лишь под угрозой голода. Однако, Иоанн торжествовал недолго — в 1216 году будущий король Франции, принц Людовик, который был новым баронским лидером, взял Рочестерский замок под свой контроль. После смерти Иоанна, на престол вступил его сын, Генрих III. Ещё через год, с окончанием войны, замок был возвращён под королевскую власть.
Третий раз Рочестерский замок был осажден во время Второй баронской войны (1264—1267 годы). Королевский констебль замка, Роджер де Лейборн, возглавил оборону в поддержку короля Генриха III. Повстанческие войска, во главе с Симоном де Монфором и Гилбертом де Клером, вошли в город и захотели завладеть замком. Осада продолжалась около недели, но уже с иным результатом. Атакующие войска самостоятельно сняли осаду, в связи с побегом короля из плена. Однако сооружение всё же значительно пострадало и не восстанавливалось до следующего века.
Последний раз замок был атакован в 1381 году, во время крестьянского восстания Уота Тайлера. В этот раз он был захвачен и разграблен. Рочестерский замок и его территория были открыты для общественности в 1870-х годах в качестве парка. В течение XIX и XX веков несколько раз проводился его ремонт, а в наше время он охраняется организацией «Английское наследие» как памятник с высокой степенью важности.

## История

### Основание

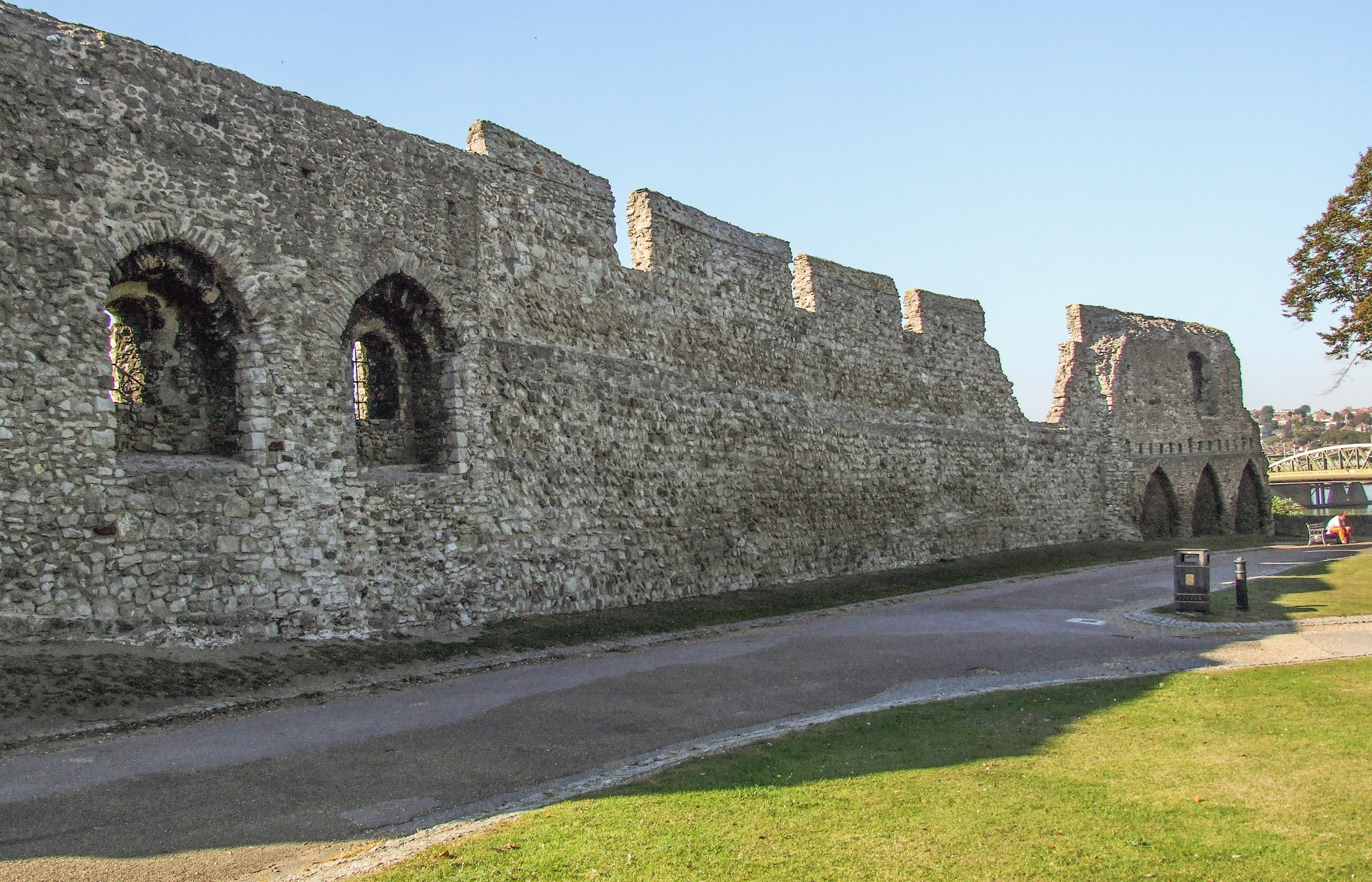
Западная стена Рочестерского замка

Строительство замков (тип мотт и бейли) в Англии началось норманнами в XI веке после нормандского завоевания. Жилищно-оборонительные здания помогали им укрепляться на этой территории. Археолог Том Макнейл предположил, что первые замки Англии использовались лишь для военных целей, как место для содержания больших войск на враждебной местности. С XI века, замок рядом с городом стал обязательным условием в Англии.
Рочестер был важным городом, построенном на месте старой римской крепости, находящейся на стыке реки Медуэй и дороги Уотлинг-стрит. Согласно книге Страшного суда, епископ Рочестера получил землю в деревне Эйлсфорд в графстве Кент, в качестве компенсации за землю, которая была выделена под Рочестерский замок. Из 48 замков, упомянутых в обзоре, земля этого была единственной из компенсируемых. В замки подобных типов часто набирался гарнизон с большим количеством рыцарей. Деревянный замок Рочестера имел постоянное войско из 60 оплачиваемых рыцарей, что делало его особо важным укреплением.
Вероятно, что сам Вильгельм Завоеватель передал замок под опеку епископа Одо, его брата. После смерти Вильгельма в сентябре 1087 года, королевская территория была разделена между двумя его сыновьями. Роберт, старший из них, получил титул герцога Нормандии, а Вильгельм Руфус стал королём Англии. Значительное число баронов было против деления Нормандии и Англии, после чего епископ Одо поддержал Роберта в претензиях на английский престол. Рочестерский замок был подготовлен к войне и стал одним из центральных очагов восстания. Его расположение в графстве Кент оказалось очень удобным для атак на Лондон и королевские войска в округе. В ответ на это, король решил осадить замок, но до него дошли слухи, что Одо находится не в Рочестере, а в замке Певенси, который был под контролем Роберта, графа де Мортен. После захвата Певенси и Одо, епископ договорился с королём об условиях капитуляции Рочестера. Однако, во время переговоров, Одо удалось перебежать в лагерь мятежников (возможно, что он был ими захвачен). Осада Рочестера началась в мае 1088 года — замок и город были охвачены с двух сторон, чтобы отрезать пути снабжения обороняющихся и пресечь их возможные вылазки. Оборона продолжалась на протяжении нескольких месяцев, во время которых в городе свирепствовали болезни, усугубляемые высокой температурой. В итоге, гарнизон сдался под угрозой голода, а схваченные организаторы восстания были амнистированы. Некоторые из них получили возможность сохранить земельные владения, а другие, включая Одо, были лишены всех титулов и изгнаны из Англии.

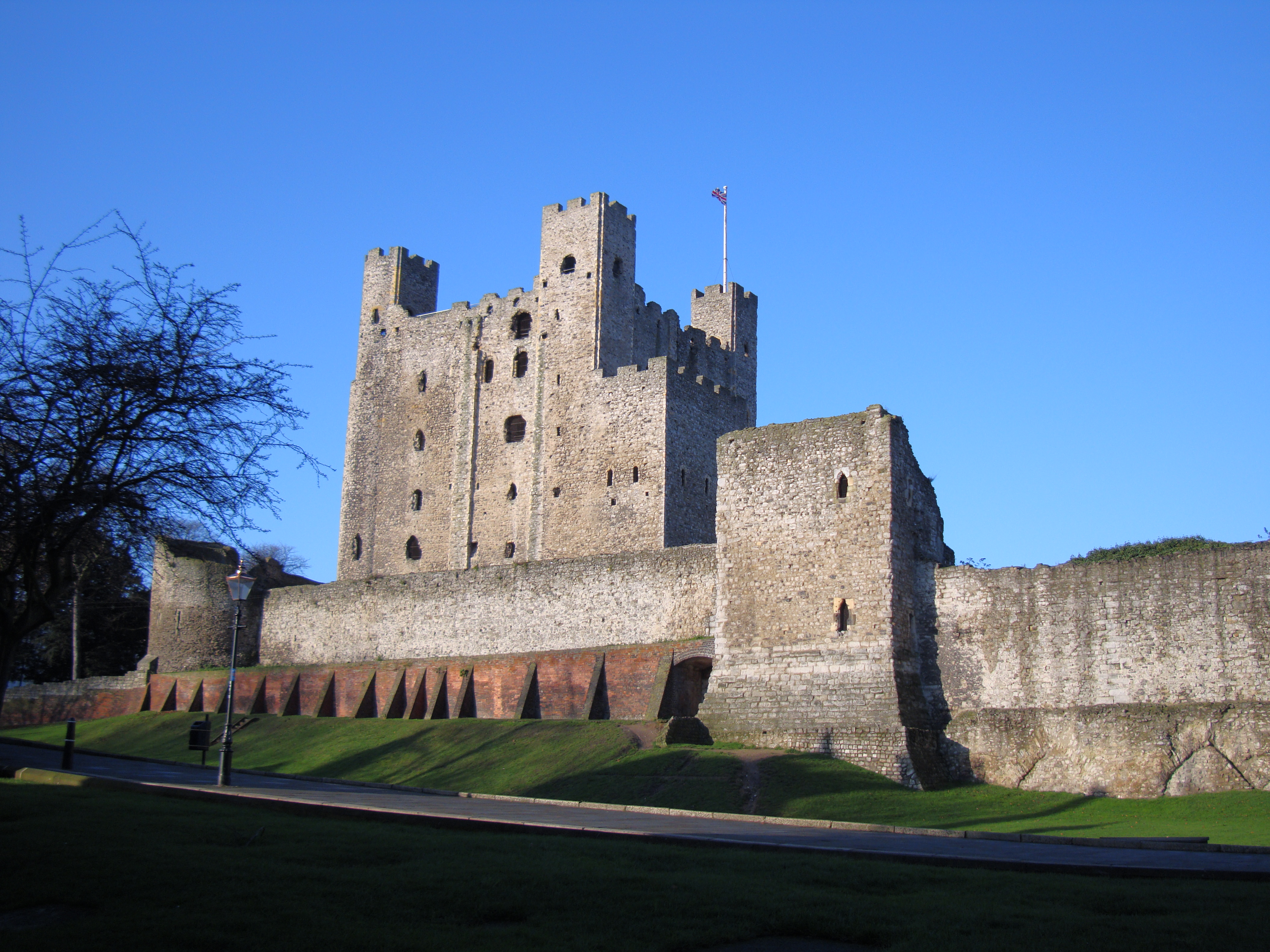
Вид на Рочестерский замок из дверей Рочестерского собора

После захвата города Рочестерский замок был ненадолго заброшен. Архиепископ Ланфранк и епископ Гандальф, которые владели территорией Рочестера со времён Вильгельма Завоевателя, просили нового короля подтвердить их права на управление. Вильгельм II взамен потребовал оплату на получение разрешения, но так как сумма была велика для религиозных деятелей, был найден компромисс — Гандальф должен был построить новый замок и заменить деревянные укрепления на каменные, в юго-западном углу городских стен. Новые сооружения были основаны между 1087 и 1089 годами, при этом некоторые из них сохранились до наших дней, оказавшимися встроенными в городскую стену, оставшейся ещё со времен Римской империи. Изначально епископы были обеспокоены тем, что строительство будет ещё дороже, чем оплата за разрешение управлять территорией, а после возведения замка они будут нести ответственность за его содержание. Однако Генрих де Бомон убедил их, что замок очень необходим королю, расходы будут меньше ожидаемого, а после строительства его можно будет передать кому-то другому. Гандальф был очень искусным архитектором и руководил строительством Белой башни Тауэра и замком Хедингем. Помимо этого, после Одо необходимо было восстанавливать Рочестерский собор, местонахождение которого показывает один из лучших примеров связанности замка и культового сооружения. Археолог Оливер Крайтон утверждает, что если замок располагался близко к собору, то они оба могли принадлежать одному епископу.

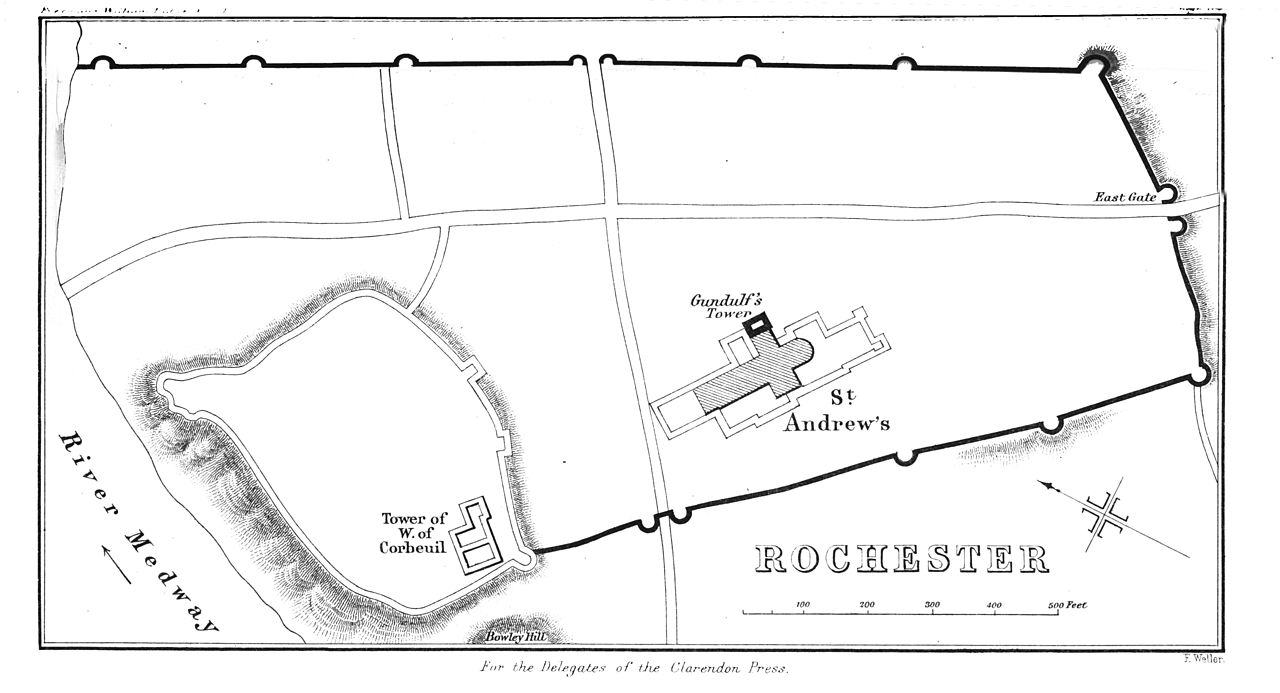
Реконструкция схемы замка, сделанной в XIX веке. План показывает состояние укреплений замка и окружающую город стену на момент правления Вильгельма II. Хотя строительство донжона началось лишь в 1127 году, он всё же есть на схеме.

В 1127 году король Генрих I передал замок под управление Вильгельма де Корбейля и его приемников на неограниченный срок. При передаче было одно условие — сделать «укрепление или башню, которое удержалось бы во веки веков» (англ. «fortification or tower within the castle and keep and hold it forever»). Таким образом, Вильгельм де Корбейль стал ответственным за создание донжона, который величественно возвышается над всем замком и сохранился до нашего времени, хоть и немного в изменённом виде. Башня действовала как лучшее место жительства в замке, а во время военных действий была главным оплотом гарнизона. Эта важная часть крепости стала символом города и в XIII веке была изображена на его печати.
Строительство шло со скоростью около трёх метров в год. Скорее всего, оно было закончено после смерти Корбейля в 1138 году и, безусловно, перед 1141 годом, когда Роберт, 1-й граф Глостер, содержался в замке под арестом. Несмотря на то, что сооружение находилось под управлением архиепископов, финансовую поддержку на его содержание осуществлял сам король. После захвата Филиппом II Нормандии в 1204 году, король Иоанн увеличил расходы на замки в Юго-Восточной Англии, подготавливаясь к возможному вторжению. Среди них был и Рочестестерский замок, финансирование которого включало создание рвов перед укреплениями и улучшение донжона с прилегающими структурами. В сложившейся ситуации замок Рочестера стал одним из самых важных.

### При короле Иоанне Безземельном
До конца XII века замок оставался под контролем архиепископов Кентерберийских. Несмотря на получение власти Иоанном в 1199 году, права на управление замком Хьюбертом Уолтером не были утверждены до июля 1202 года. Возможно, что король хотел получить прямую власть над стратегически-важным объектом. Кризис его правления начался в 1212 году, когда назрел заговор баронов. Поражение в битве при Бувине в 1214 году ещё больше усугубило ситуацию в Англии. Группа баронов отказалась от своих клятв королю в мае 1215 года, а затем ими были захвачены Лондон, Линкольн и Эксетер. После этих событий, вплоть до подписания Иоанном Великой хартии вольностей в июне 1215 года, Рочестерским замком поочередно владели Стефан Лэнгтон и сам король. Вскоре вспыхнула Первая баронская война и король потребовал от архиепископа передачу замка. Несмотря на то, что Лэнгтон отказался, события вокруг Рочестера были неясны, из-за чего повстанцы взяли город под свой контроль. С этого момента архиепископы Кентерберийские больше не владели замком на постоянной основе.
В это время Иоанн, находящийся в Юго-Восточной Англии, принял намерение организовать осаду Рочестера, используя для этой цели войска рекрутированных наёмников. Город перекрывал прямой путь в Лондон, который тоже был занят мятежниками. Войска повстанцев в Рочестере возглавлял Уильям д’Обиньи, а размер гарнизона составлял, по разным оценкам, от 95 до 140 рыцарей, поддерживаемых арбалетчиками, лучниками, сержантами и другими солдатами. Королевские войска захватили Рочестер 11 октября 1215 года, после чего замок был взят в осаду, а главный мост уничтожен для предотвращения прихода мятежных подкреплений из Лондона. Начавшаяся осада станет наиболее длительной из всех существовавших до этого момента — она продлится почти два месяца.

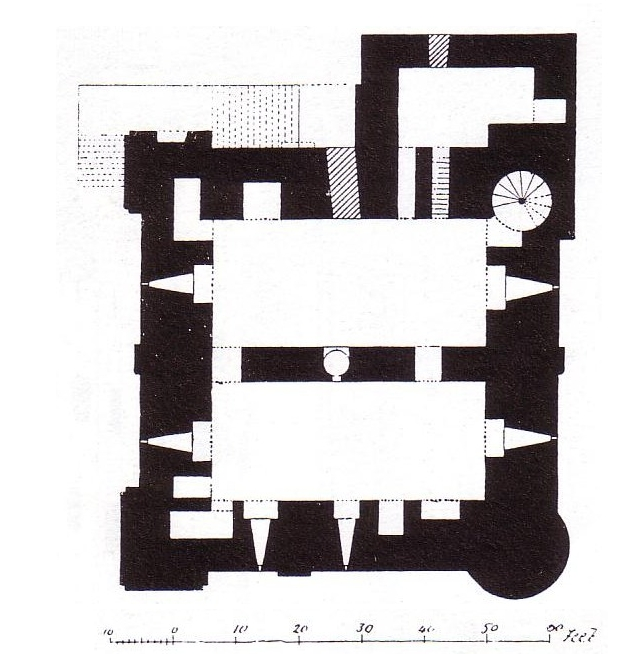
План донжона с восстановленным в XIII веке юго-восточным углом (уже круглым)

Согласно летописцу Барнуэллу, пять требушетов днём и ночью обстреливали шквалом камней Рочестерский замок, а залпы из луков и арбалетов периодически их поддерживали. Этот же летописец утверждал, что стену удалось обрушить именно благодаря метательным машинам. Однако английский хронист Роджер Вендоверский высказывал доводы в пользу того, что осадные орудия были не эффективны и Иоанн придумал другой метод прорыва обороны. Письмо от 14 октября указывает, что он собирался заминировать стены замка. Король отправил послание в Кентербери, где просил найти для него как можно большее количество свиней и отправить их в Рочестер. 26 октября из Лондона был отправлен отряд из 700 кавалеристов, который так и не добрался до осажденного замка из-за слухов о выдвижении короля им навстречу.
Когда во внешней стене была пробита брешь, защитники отступили в донжон, который тоже смог выдержать обстрел из метательных машин. Иоанн воспользовался таким же методом — под юго-восточным углом башни был вырыт тоннель, внутри которого подожгли крепи и 40 свиней. В результате, один из углов донжона был обрушен, но защитникам удалось укрыться за поперечной перегородкой, которая делила сооружение на две части.
Условия внутри замка ухудшались и гарнизону пришлось употреблять мясо собственных лошадей. Для экономии запасов, некоторые мятежники стали сдаваться неприятелю, начиная с тех, кто не мог сражаться. 30 ноября повстанцы сдались окончательно и были взяты в плен. Разгневанный семинедельной осадой Иоанн сначала хотел казнить всех пленных, но Савари-де-Молеон убедил короля в противоположном. Единственно-казнённым через повешение оказался арбалетчик, который пребывал на службе короля с ранних лет. Другие повстанцы были брошены под стражу в различные замки — например, Корф. Летописец Барнуэлл писал, что «до нашего века ещё не было известно таких трудных осад с таким сопротивлением» (англ. Our age has not known a siege so hard pressed nor so strongly resisted). В 1216 году будущий король Франции принц Людовик, был приглашён баронами, чтобы стать новым королём Англии в случае победы. Известно, что он смог захватить Рочестерский замок, но об этом событии не сохранилось никаких документальных записей.

### При короле Генрихе III

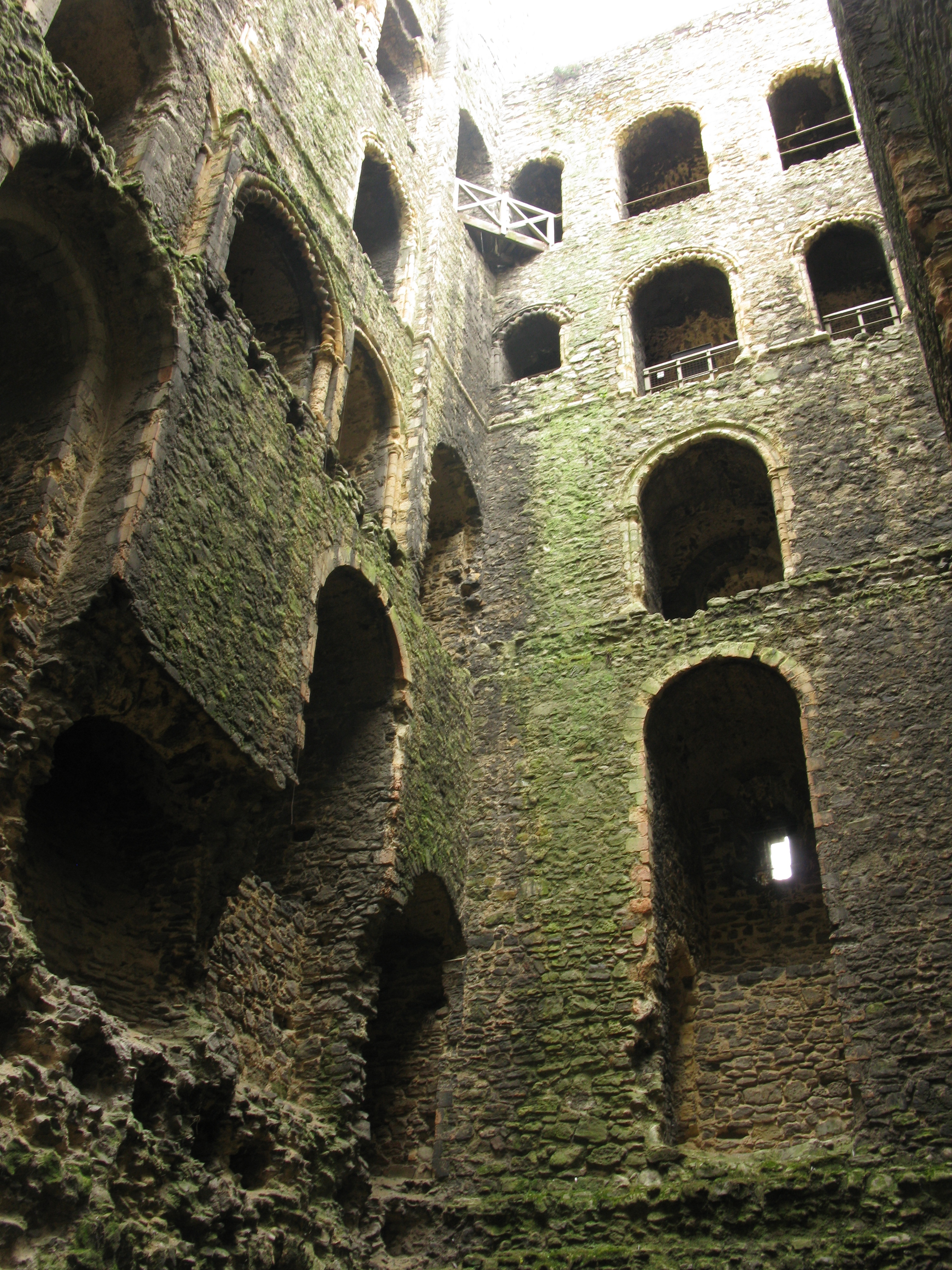
Вид внутри донжона

Иоанн Безземельный умер в 1216 году, а престол достался его 9-летнему сыну, Генриху. При отсутствии перспективы стать королём, Людовик вернулся во Францию. Замок Рочестера был возвращён под королевский контроль в 1217 году. Учитывая ущерб, нанесённый Иоанном, укрепления сильно нуждались в восстановлении. Ремонт проходил между 1217 и 1237 годами, когда были усилены стенные башни, был добавлен ров, а юго-восточная часть донжона была построена в круглой форме. В это же время была построена часовня. В 1226 году проводились работы по воссозданию зала, кладовой и лечебницы. Между 1230 и 1231 годами была построена ещё одна стена, которая не сохранилась до наших дней. Новое каменное укрепление делило замок на две части. Одновременно с ремонтом, Генрих III финансировал строительство жилых и прочих зданий на территории замка. В 1244 году, рядом с королевскими апартаментами возникла вторая часовня. Конюшни и место для милостыни были добавлены в 1248 году. Главная сторожка была перестроена между 1249 и 1250 годами. Косметический ремонт крепости был произведён в 1256 году. В конце этого десятилетия особое внимание было уделено методам обороны замка, возможно, из-за ухудшения отношений между Генрихом III и баронами.
Упадок правления короля начался в 1258 году. Причинами этого послужили поражение в Уэльсе, проблемы сельского хозяйства, ведущие к голоду, и ухудшение отношений с Папой. В июне этого же года был образован парламент из 15 королевских советников и несколько комитетов, которые пытались ограничить власть короля. В 1260 году Генрих объявил о своём нежелании исполнять эти постановления, а в июне 1261 года предъявил папскую буллу, освобождающую его от этой присяги. Это послужило поводом для начала Второй баронской войны в 1264 году. Симон де Монфор поднял восстание, объединив недовольных баронов против верных королю подданных.

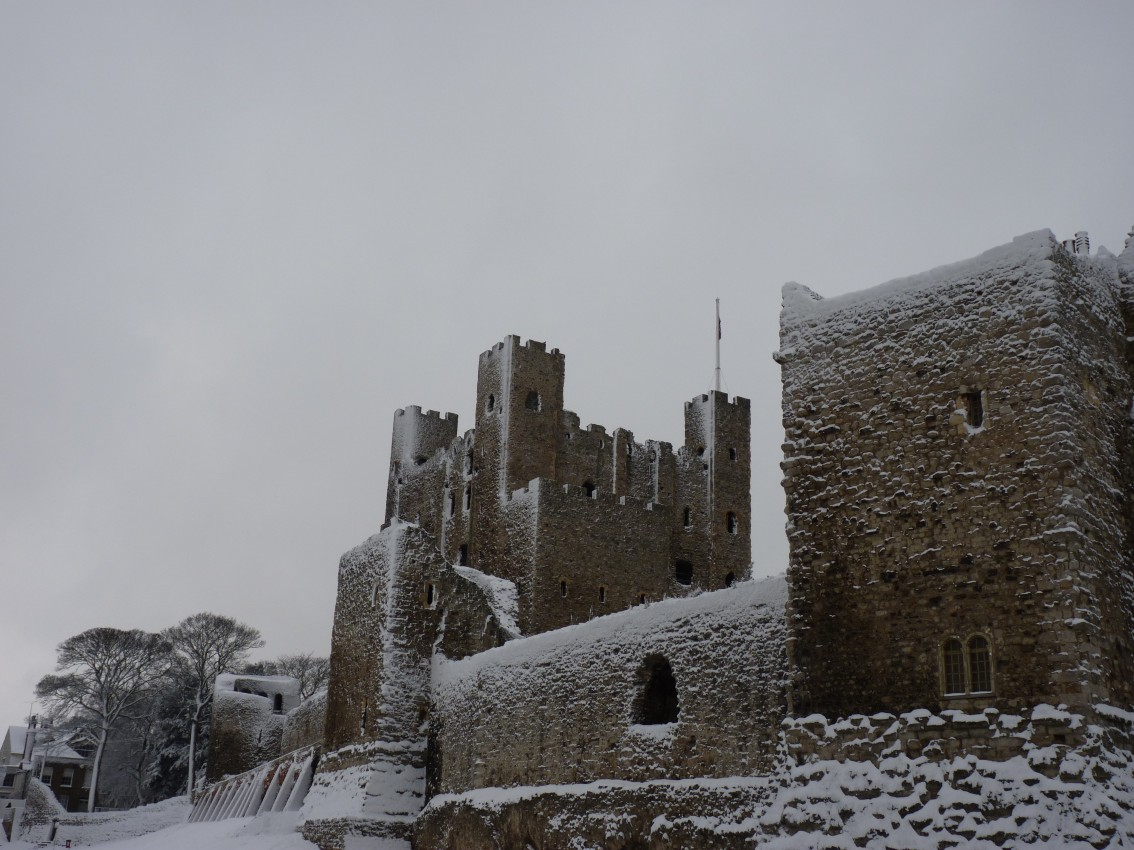
Рочестерский замок зимой

Констеблем замка в 1264 году был Роджер де Лейборн, который возглавил оборону в пользу короля. Баронская армия, во главе с Гилбертом де Клером, осадили Рочестер 17 апреля того же года, пытаясь обойти город и пересечь реку, с целью атаки замка с южной или западной стороны. К этому времени, роялистский гарнизон успел поджечь окрестности и сжечь королевский зал (хотя и непонятно зачем). Армия Симона де Монфора подошла к городу со стороны Лондона, ожидая перспективы для штурма с противоположного фланга. Отряд Гилберта де Клера два раза пытался пересечь реку, но обе попытки были провалены. Лишь на следующий день это удалось осуществить, хотя использованный метод остаётся неопределённым. Известно, что применялся горящий корабль, который, возможно, был предназначен для создания дымовой завесы. В скоординированной атаке Рочестер был захвачен к вечеру. На следующий день была взята внешняя стена замка, после чего гарнизон отступил в донжон. Как и в 1215 году, главная башня оказалось устойчивой к метательным снарядам, так и не поддавшись разрушениям после недельного обстрела. Осаждающие хотели попытаться обрушить стену с помощью минирования шахты под башней, но осада была снята 26 апреля, когда графы получили известие о побеге короля из плена.

### После XIII века

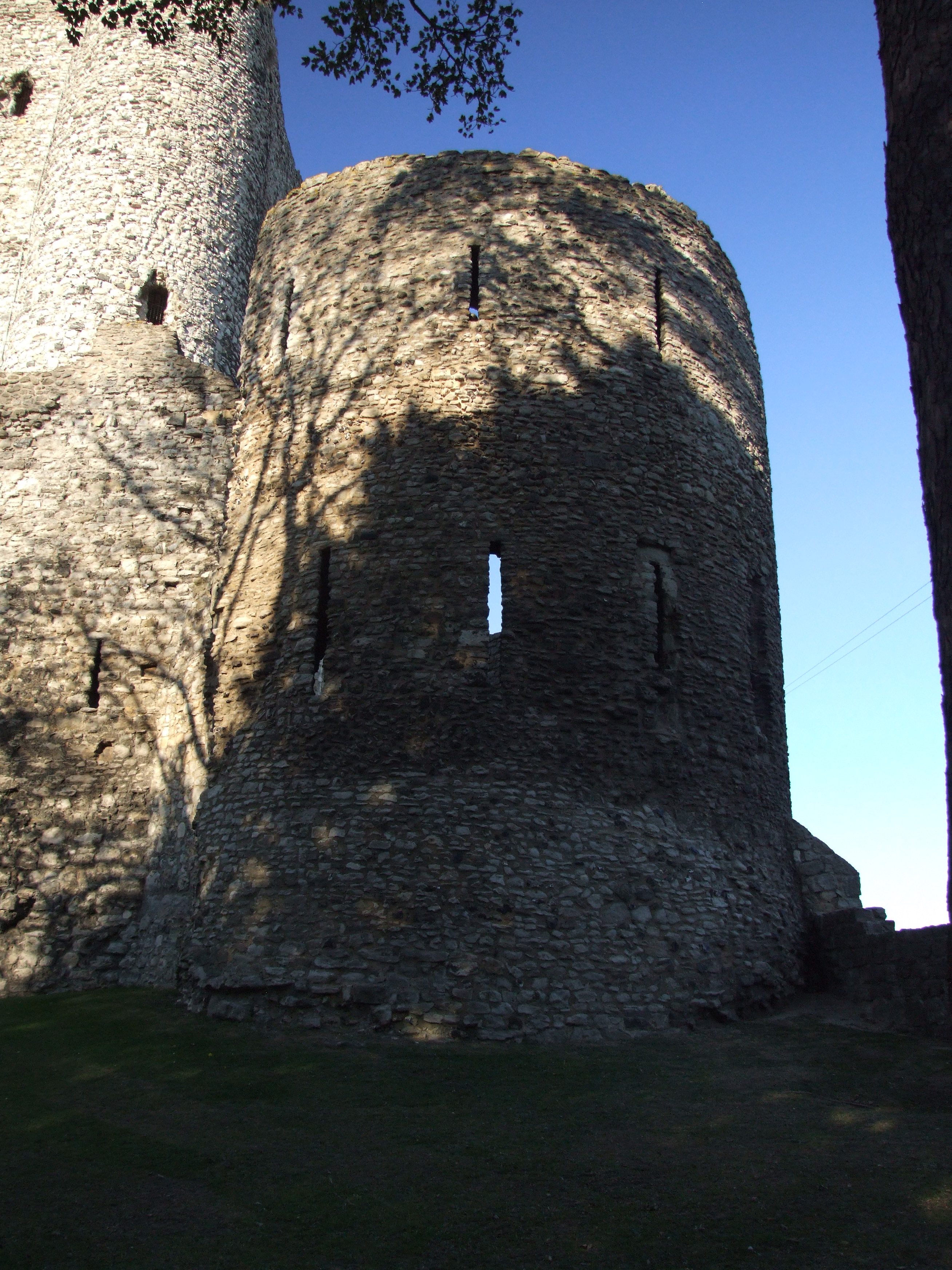
Южная стенная башня

Хотя гарнизону удалось продержаться в замке, каменные структуры понесли серьёзный ущерб. Не было осуществлено ни одной попытки восстановить строения вплоть до начала правления Эдуарда III (1327—1377 годы). До этого момента замок не только не ремонтировался, но и был ещё больше повреждён — камень из замка повторно использовался для построек в других местах. Погодные условия и постоянные ветра также ускоряли разрушение защитных сооружений. Тем не менее, до 1369 года многие части замка ещё сохранялись: донжон, сторожка, зал, кухня, конюшня были единственными сохранившимися структурами, хоть и в плачевном состоянии.
Ремонт Рочестерского замка проводился между маем 1367 и сентябрём 1370 годов. Отчёты показывают, что были восстановлены внешние стены и две башни, которые находятся к северу-востоку от донжона и сохранились до сих пор в полуразрушенном виде. Королевские апартаменты так никогда и не были воссозданы, возможно из-за того, что в XIV веке, когда значительные суммы тратились на ремонт в других местах, важность Рочестерского замка как резиденции ослабла, в связи с чем сооружение использовалось лишь для размещения солдат. Во время правления Ричарда II, для замка были выделены инвестиции для строительства башни в северной части замка, которая открывала хороший обзор на реку Медуэй и охраняющийся мост. Последние бои у замка состоялись во время крестьянского восстания в 1381 году, когда мятежники захватили и разграбили Рочестер, а гарнизон замка взяли в плен. Осады, как таковой, вовсе и не было — констебль, охраняющий замок, впустил повстанцев без боя.
Упадок военного значения замка Рочестера особенно стал заметен в 1564 году, когда окружающие его рвы начали засыпать. Между 1599 и 1601 годами, камень из замка был использован для строительства другого артиллерийского форта — замка Апнор на берегу реки Медуэй.

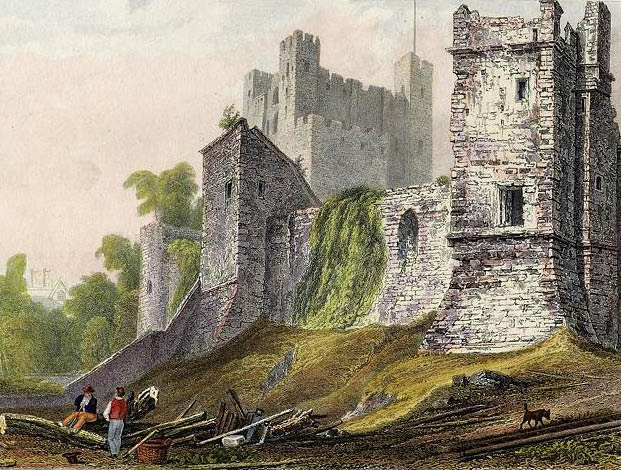
«Рочестерский замок», оцветнённая картина Вильяма Генри Барлетта, 1735 год

Сэмюэл Пипс в своём дневнике очень подробно описывал губительное состояние замка. Возможно, что в XVII веке он уже использовался как туристическая достопримечательность. Во время гражданской войны Рочестерский замок был под контролем сторонников Парламента. Когда в 1648 году город был захвачен кавалерами, замок никак не участвовал в ходе обороны, скорее всего, из-за непригодности укреплений для этого. Владельцы замка в XVIII веке разрушили часть внешней стены для продажи строительного материала. В 1743 году в замке содержали заключенных, которые, по всей видимости, довольствовались небольшими лачугами. Полуразрушенный замок вдохновил Уильяма Тёрнера на написание картины в конце XVIII столетия.
В XIX веке в Рочестерском замке был создан парк. Чарльз Диккенс, который какое-то время жил в Рочестере, упоминал замок в романах «Посмертные записки Пиквикского клуба» и «Тайна Эдвина Друда». Он описал его как «славная груда угрожающих стен, шаткой арки, тёмных углов, осыпавшихся камней» (англ. glorious pile — frowning wall — tottering arches — dark nooks — crumbling stones). Многие исторические здания Англии приобрели мифы и легенды, при этом замок Рочестера не является исключением. По слухам, это место не даёт покоя «белой даме».

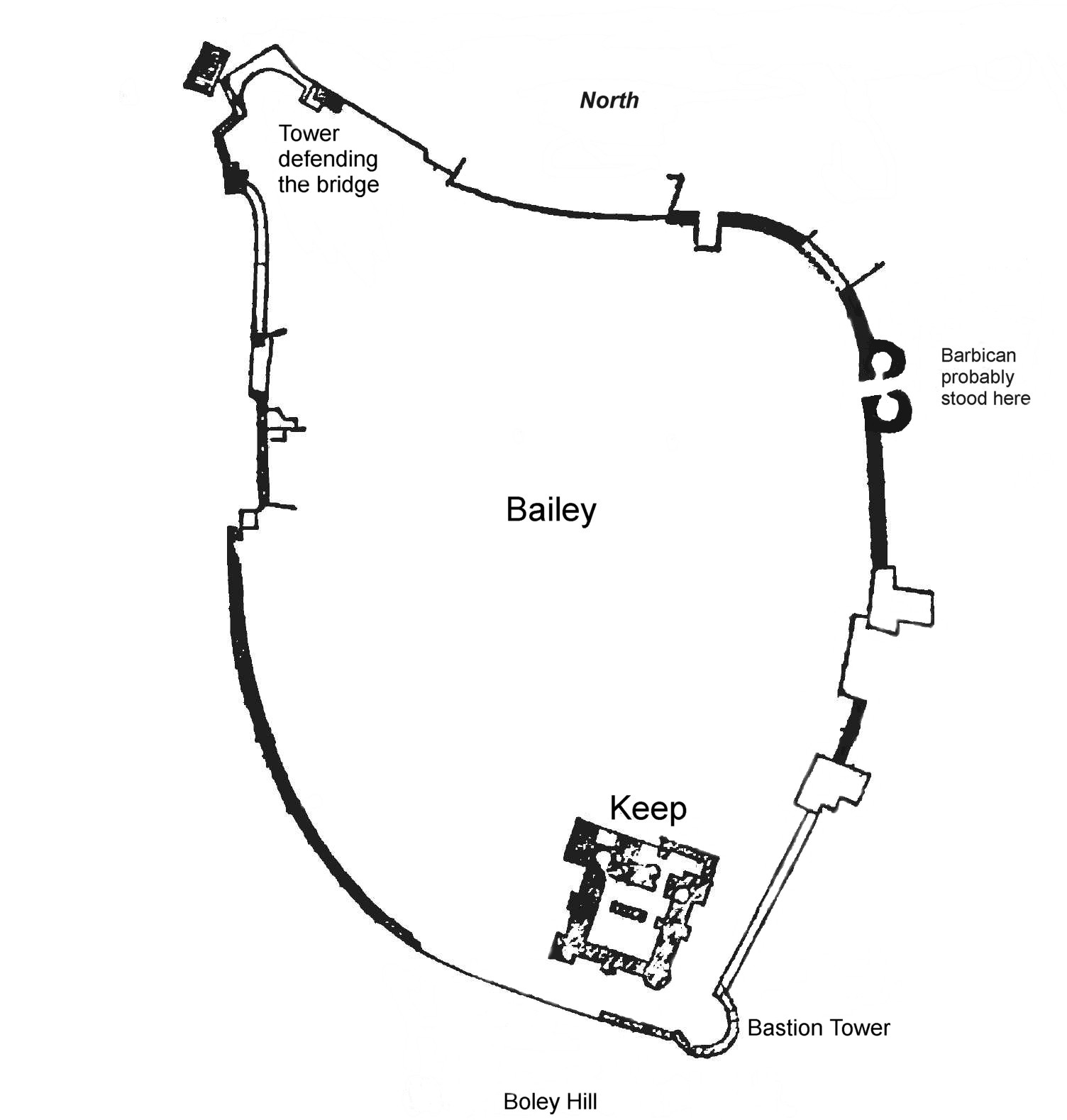
План Рочестерского замка

XIX век знаменателен для замка тем, что в это время были предприняты усилия по его сохранению. В 1826 году были проведены значительные ремонтные работы. В 1870 году замок был арендован частным лицом для использования в качестве общественного места, а 1872 году открыт для публики. Территория памятника была засажена деревьями, а каменные стены обвиты плющом. В 1884 году замок был полностью выкуплен за сумму, эквивалентную 3,4 млн британских фунтов на 2009 год. В первой четверти XX века в замке были выставлены немецкая полевая пушка и танк Первой мировой войны. В 1961 году экспонаты были убраны. Плющ был удалён между 1919 и 1931 годами. В 1960 году замок исследовался археологами, но раскопки не смогли обеспечить точное выяснение некоторых дат.
В 1965 году замок перешёл под опеку министерства труда, а в 1984 году он стал охраняться организацией «Английское наследие». С 1995 года руководство города Рочестер также несёт ответственность за замок. В настоящее время замок является памятником с высшей степенью важности и признан международно-важным монументом. Сейчас Рочестерский замок открыт для общественности.

## Обзор замка
По мнению военного историка Аллена Брауна, донжон Рочестерского замка является одним из лучших и старейших во всей Англии. Когда он использовался как место жительства, то был богато украшен утварью, портретами и мебелью. Снаружи он выглядит как квадрат, длина стороны которого составляет 21 метр, а в его основании находится ещё дополнительная пристройка. С каждой из сторон созданы пилястры. Во время создания донжона в южной части замка, основным строительным материалом был кентский туф, но также использовался и канский камень, завезённый из Нормандии. Высота главной башни — 34 метра, а угловые возвышения выше ещё на 4 метра. Раньше на этих пристройках были гурдиции. Толщина стен у основания — около 4-х метров, а сверху — 3,3 метра. В северо-восточном углу находится винтовая лестница, которая предоставляет доступ на любой этаж. Каждый из этажей разделён поперечной стеной, выстроенной с запада на восток.
Вход находится в северной части донжона на уровне первого этажа, в специальной пристройке. Раньше вход был в западной части башни и защищался опускающейся решёткой. Чтобы добраться из старого входа до винтовой лестницы на втором этаже, сначала было необходимо обогнуть северо-западный угол башни. Рядом с поворотом мог использоваться подъёмный мост шириной 2,7 метра. В какой-то момент западный вход был демонтирован.
Помещения донжона были разделены на отдельные зоны для титулованных особ, их свиты, и солдат. Первый этаж использовался как хранилище. На втором этаже находилась лучшая комната замка с наиболее сложной отделкой, с высотой потолков 8,2 метра. На этом же этаже была часовня размером 8,5 на 4,6 метров. Третий этаж имел вторую часовню и здесь же был выход на крышу, а также, возможно, включал в себя дополнительные помещения.

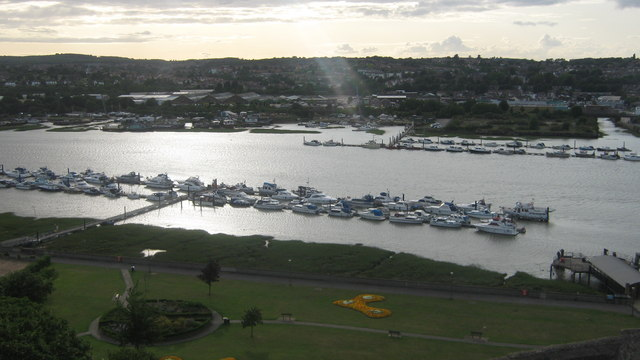
Вид на реку Медуэй с вершины донжона

Доступ к входу в подземный коридор находился в северо-западной башне, построенной в конце XIV века во внешней стене. Он вёл в сторону реки, но не сохранился до наших дней. Фрагмент сохранившейся западной стены был построен из того же материала, что и донжон — кентского туфа. Эта стена осталась со времени строительства самого первого варианта каменной крепости, который разработал епископ Гандальф (хотя её и реставрировали несколько раз). Высота сооружения составляет 6,7 метров, толщина у основания — 1,4 метра, а толщина сверху имеет сужение до 0,61 метра. Четыре амбразуры были добавлены в XIII веке, хотя строители и старались подражать нормандскому стилю архитектуры.
Юго-восточная стена замка также строилась под управлением Гандальфа, но в большей степени была реконструирована в XIX веке. Круглая двухэтажная башня на этом участке укреплений имеет диаметр 9,1 метров. Построенная в XIII веке, она заполнила брешь в стене, которая появилась после осады замка Иоанном Безземельным. Оставшиеся две башни из сохранившихся, также имеют два этажа в высоту и были выстроены из туфа. Наиболее близкая к донжону из них, считается тщательно продуманной для обороны. Последняя башня использовалась в качества места жительства и в наше время была переделана в небольшой дом.

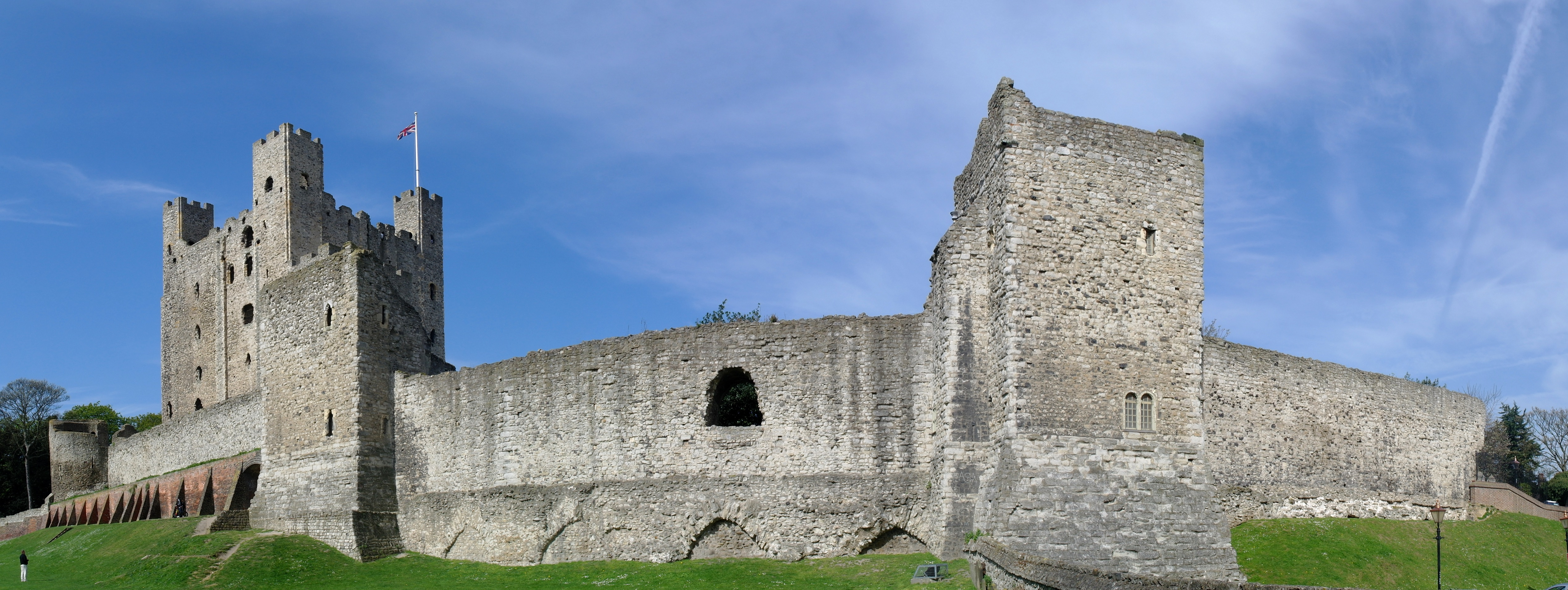
Панорама южной стены и донжона Рочестерского замка

## В культуре
Фильмы:
- «Железный рыцарь» (2011)
- «Железный рыцарь — 2» (2014)